# Corrina, Corrina (film)
Corrina, Corrina – amerykański melodramat z 1994 roku w reżyserii Jessie Nelson. Zdjęcia kręcono w Los Angeles.

## Fabuła
Manny Singer po śmierci żony, sam opiekuje się córką Molly. Jednak ona strasznie zamyka się w sobie. Ojciec w tej sytuacji postanawia umieścić ogłoszenie o poszukiwaniu pomocy domowej. Wiele kandydatek odpowiada, ale żadna nie jest w stanie sprostać wymaganiom. W końcu pojawia się Corrina. Udaje się jej stopniowo zyskać sympatię Molly...

## Obsada
- Whoopi Goldberg - Corrina Washington
- Ray Liotta - Manny Singer
- Tina Majorino - Molly Singer
- Don Ameche - Dziadek Harry
- Larry Miller - Sid
- Joan Cusack - Jonesy
- June C. Ellis - Pani O'Herlihy
- Mimi Lieber - Rita Lang
- Karen Leigh Hopkins - Liala Sheffield
- Pearl Huang - Pani Wang
- Marcus Toji - Tommy Wang
- Louis Mustillo - Joe Allechinetti
- Wendy Crewson - Jenny Davis